# Ochodaeus
Genre
Synonymes
- Psephus Kirby & Spence 1826
- Stomphax Fischer de Waldheim 1823

Ochodaeus est un genre d'insectes coléoptères de la famille des Ochodaeidae.

## Liste d'espèces
- Ochodaeus alleonis
- Ochodaeus asahinai
- Ochodaeus barbei
- Ochodaeus berytensis
- Ochodaeus chrysomeloides
- Ochodaeus cornifrons
- Ochodaeus cychramoides
- Ochodaeus formosanus
- Ochodaeus gigas
- Ochodaeus graecus
- Ochodaeus grandiceps
- Ochodaeus holzschuhi
- Ochodaeus inermis
- Ochodaeus inscutellaris
- Ochodaeus integriceps
- Ochodaeus interruptus
- Ochodaeus koreanus
- Ochodaeus kurosawai
- Ochodaeus lanyuensis
- Ochodaeus maculatus
- Ochodaeus mongolicus
- Ochodaeus montanus
- Ochodaeus nurestanicus
- Ochodaeus pocadioides
- Ochodaeus sakaii
- Ochodaeus seleucensis
- Ochodaeus solskyi
- Ochodaeus thalycroides
- Ochodaeus tonkineus
- Ochodaeus tuberculifrons
- Ochodaeus xanthomelas